# Lone Dybkjær
Lone Dybkjær (født Vincents, 23. maj 1940 på Frederiksberg, død 20. juli 2020 på Bispebjerg Hospital) var en dansk ingeniør og politiker, der repræsenterede Det Radikale Venstre.

## Politik
Hun var miljøminister i KVR-regeringen (1988-90). Hun og socialminister Aase Olesen var de første kvindelige ministre for Det Radikale Venstre.
Hun var folketingsmedlem for Det Radikale Venstre fra Østre Storkreds 1. december 1973 – 14. februar 1977, for Københavns Amtskreds 23. oktober 1979 – 20. september 1994 og for Vestre Storkreds fra 8. februar 2005. Hun meddelte 18. april 2009, at hun ikke ville genopstille til næste folketingsvalg.
Hun var også medlem af Europa-Parlamentet 1994-2004. Hendes kandidatur sikrede Det Radikale Venstre partiets første plads i Europa-Parlamentet.
I 2007 blev hun kåret til årets politiker af Landsforeningen for Bøsser og Lesbiske.

## I populærkulturen
Shu-bi-duas nummer "Kære Lone" på albummet Shu-bi-dua 13 fra 1992 var skrevet til Lone Dybkjær.

## Privat
Lone Dybkjær var fra 1964 til 1980 gift med civilingeniør Ib Dybkjær (1939–2015), med hvem hun fik børnene Lotte (1970–2013) og Mette (f. 1973). Fra 1994 og til sin død var hun gift med Poul Nyrup Rasmussen.

### Sygdom og død
Dybkjær fik i 2011 konstateret brystkræft, og i 2015 blev der opdaget at hun også havde lungekræft. Hun døde 20. juli 2020, 80 år gammel, på grund af kræften. Hun blev bisat fra Holmens Kirke den 28. juli 2020, og stedt til hvile på Holmens Kirkegård, hvor også hendes eksmand Ib og datteren Lotte er begravet.